# Cavedine
Cavedine (im lokalen Dialekt Cavéden oder Cavédem, deutsch veraltet: Kavedein) ist eine italienische Gemeinde (comune) mit 3070 Einwohnern (Stand 31. Dezember 2023) in der Provinz Trient in der Region Trentino-Südtirol.

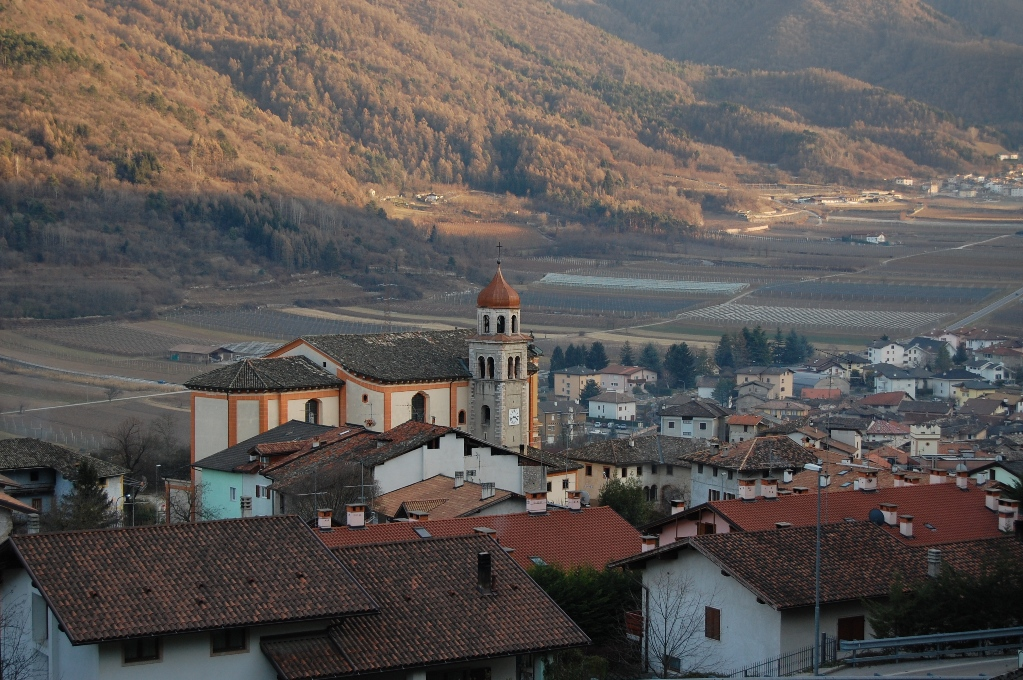
Cavedine mit der Pfarrkirche Santa Maria Assunta (18. Jh.)

## Geografie
Die Gemeinde liegt etwa 13,5 Kilometer südwestlich von Trient im gleichnamigen Valle di Cavedine und gehört zur Talgemeinschaft Comunità della Valle dei Laghi. Im Westen bildet der Lago di Cavedine die Gemeindegrenze.

## Verwaltungsgliederung
Zur Gemeinde Cavedine gehören noch die Fraktionen Brusino, Lago di Cavedine, Stravino und Vigo Cavedine.

## Gemeindepartnerschaften
- Eggolsheim,  (Oberfranken), seit 1979
- Jászszentlászló,  (Komitat Bács-Kiskun), seit 2000